# Håvard Nordtveit
Håvard Nordtveit (Vats, 21 giugno 1990) è un ex calciatore norvegese, di ruolo difensore o centrocampista.

## Caratteristiche tecniche
Nato come difensore centrale, nel corso della propria carriera è stato impiegato in diverse posizioni, affermandosi come un vero e proprio jolly. Si è affermato nella posizione di centrocampista difensivo. Nel 4-4-2, a Nordtveit vengono affidati i compiti più di contenimento, offrendo così il proprio supporto alla linea difensiva. È stato utilizzato anche come uno dei tre difensori centrali nel 3-5-2. Forte fisicamente, negli anni è migliorato anche nella fase di costruzione del gioco, arrivando all'83% di passaggi riusciti al termine della Bundesliga 2015-2016. Alcuni cali di concentrazione ne hanno, talvolta, pregiudicato le prestazioni. È stato impiegato anche da terzino destro.

## Carriera

### Club
Dopo aver giocato a livello giovanile per Vats 94 e Skjold IL, Nordtveit è entrato in quelle dell'Haugesund. Con questa squadra ha avuto l'opportunità di esordire in 1. divisjon, secondo livello del campionato norvegese: il 20 agosto 2006 è stato infatti schierato titolare nella vittoria interna per 2-0 sul Sogndal. È diventato il calciatore più giovane ad esordire per questa squadra. È stata l'unica presenza in campionato, in quella stagione.
Il 27 giugno 2007 ha trovato la prima rete con questa maglia, con cui ha contribuito al successo casalingo per 4-0 sul Løv-Ham, in una sfida valida per il terzo turno del Norgesmesterskapet.
Il 15 giugno 2007, Ingolf Steensnæs dell'Haugesund ha reso noto d'aver ceduto Nordtveit all'Arsenal, che lo avrebbe aggregato alla propria squadra riserve. Il giocatore si è imposto rapidamente in questa formazione. L'11 maggio 2008 si è accomodato in panchina in occasione della sfida valida per la Premier League disputatasi in casa del Sunderland, vinta dai Gunners col punteggio di 0-1: con la maglia numero 35, Nordtveit non è stato però impiegato nel corso della sfida.
Il 18 agosto 2008, gli spagnoli del Salamanca – all'epoca militanti in Segunda División, secondo livello del campionato – hanno annunciato l'ingaggio di Nordtveit con la formula del prestito, col calciatore che avrebbe vestito la maglia numero 3. Ha debuttato in squadra il 7 settembre, subentrando a Paulo Sérgio nel pareggio per 1-1 maturato sul campo del Siviglia Atlético. Il 30 ottobre 2008 ha fatto anticipatamente ritorno all'Arsenal, a causa del poco spazio a disposizione.
Il 10 marzo 2009 ha fatto ritorno in Norvegia per giocare nel Lillestrøm, con la formula del prestito fino al successivo 1º agosto. Il 14 marzo successivo ha così giocato la prima partita in Eliteserien, schierato titolare nel pareggio per 1-1 maturato sul campo dello Stabæk. Ha giocato 21 partite nel corso di questa porzione di stagione in squadra, tra campionato e coppa, senza segnare alcuna rete.
Il 28 luglio 2009, i tedeschi del Norimberga hanno ufficializzato l'ingaggio di Nordtveit, sempre con la formula del prestito. Ha esordito in Bundesliga il 22 agosto successivo, subentrando ad Andreas Wolf nella sconfitta casalinga per 0-2 contro l'Hannover 96. Tornato all'Arsenal in vista della stagione 2010-2011, non ha disputato alcun incontro in squadra.
Il 30 dicembre 2010, i tedeschi del Borussia Mönchengladbach hanno reso noto d'aver ingaggiato Nordtveit a titolo definitivo, con il giocatore norvegese che si è legato al nuovo club con un contratto valido fino al 30 giugno 2013. Ha debuttato in squadra il 25 gennaio 2011, schierato titolare nel successo per 0-1 sul campo del Norimberga. Il 10 aprile ha trovato la prima rete, nel 5-1 inflitto al Colonia. Al termine della stagione, il Borussia Mönchengladbach ha mantenuto il proprio posto in Bundesliga dopo aver avuto la meglio nello spareggio con il Bochum.
Nel campionato 2011-2012, la squadra ha centrato il 4º posto finale, qualificandosi così per la Champions League 2012-2013. Il 21 agosto 2012, Nordtveit ha così avuto l'opportunità di esordire nei turni preliminari della competizione, schierato titolare nella sconfitta casalinga per 1-3 contro la Dinamo Kiev. La formazione ucraina ha avuto la meglio nel doppio confronto, spedendo così il Borussia Mönchengladbach in Europa League. Il 19 dicembre 2012, Nordtveit ha prolungato il contratto che lo legava al Borussia Mönchengladbach fino al 30 giugno 2016.
Il 2 ottobre 2014 ha trovato la prima rete nelle competizioni europee per club: è andato a segno nel pareggio per 1-1 in casa dello Zurigo, sfida valida per la 2ª giornata della fase a gironi dell'Europa League. Il 13 marzo 2016, il Borussia Mönchengladbach ha confermato con una nota ufficiale che Nordtveit non avrebbe rinnovato il contratto in scadenza, col giocatore che aveva manifestato l'intenzione di tornare in Inghilterra.
Il 16 maggio 2016, il West Ham United ha ufficializzato l'ingaggio di Nordtveit, che ha firmato un contratto quinquennale con la nuova squadra. Ha scelto di vestire la maglia numero 4. Ha debuttato per gli Hammers il 28 luglio, schierato titolare nella sconfitta per 2-1 in casa del Domžale, sfida valida per l'Europa League 2016-2017. Il 15 agosto ha esordito in Premier League, in occasione della sconfitta per 2-1 contro il Chelsea. Ha trovato difficoltà nell'inserirsi nel sistema di gioco dell'allenatore Slaven Bilić, disputando soltanto 16 partite di campionato per il West Ham, con i media che hanno bollato questa esperienza come un flop.
Il 20 giugno 2017, l'Hoffenheim ha reso noto d'aver tesserato Nordtveit, che ha firmato un contratto valido fino al 30 giugno 2022 ed ha scelto di indossare la maglia numero 6: il giocatore ha fatto così ritorno in Germania. Resta con la formazione tedesca per la prima parte della stagione successiva, prima di essere ceduto in prestito.
Nel sessione invernale del mercato 2018-2019 passa in prestito, fino al termine della stagione, al Fulham.
Svincolato, il 27 marzo 2023 è stato reso noto il suo ritorno allo Skjold IL, squadra per cui aveva giocato a livello giovanile.

### Nazionale
A livello giovanile, Nordtveit ha rappresentato la Norvegia under 16, Under-17, Under-18, Under-19 e Under-21. Per quanto concerne quest'ultima selezione, ha esordito il 23 novembre 2008, schierato titolare nella vittoria per 0-3 contro la Siria. Il 12 agosto 2009 ha trovato la prima rete, attraverso cui ha contribuito alla vittoria per 1-3 contro Cipro.
Il 7 maggio 2013, il suo nome è stato incluso nella lista provvisoria consegnata all'UEFA dal commissario tecnico Tor Ole Skullerud in vista del campionato europeo Under-21 2013. Il 22 maggio, Nordteveit è rimasto tra i 23 calciatori scelti per la manifestazione. La selezione norvegese ha superato la fase a gironi per poi venire eliminata dalla Spagna in semifinale. In base al regolamento, la Norvegia ha ricevuto la medaglia di bronzo in ex aequo con i Paesi Bassi, altra semifinalista battuta.
Il 7 giugno 2011 ha debuttato in Nazionale maggiore, nella vittoria in amichevole contro la Lituania, col punteggio di 1-0. Il 29 febbraio 2012 ha trovato la prima rete, nella vittoria per 0-3 contro l'Irlanda del Nord, a Belfast.

## Statistiche

### Presenze e reti nei club
Statistiche aggiornate al 27 marzo 2023.
| Stagione                   | Club                       | Campionato                 | Campionato | Campionato | Coppe nazionali | Coppe nazionali | Coppe nazionali | Coppe continentali | Coppe continentali | Coppe continentali | Supercoppe | Supercoppe | Supercoppe | Totale | Totale |
| Stagione                   | Club                       | Comp                       | Pres       | Reti       | Comp            | Pres            | Reti            | Comp               | Pres               | Reti               | Comp       | Pres       | Reti       | Pres   | Reti   |
| -------------------------- | -------------------------- | -------------------------- | ---------- | ---------- | --------------- | --------------- | --------------- | ------------------ | ------------------ | ------------------ | ---------- | ---------- | ---------- | ------ | ------ |
| 2006                       | Haugesund                  | 1D                         | 1          | 0          | CN              | ?               | ?               | -                  | -                  | -                  | -          | -          | -          | 1+     | 0+     |
| gen.-lug. 2007             | Haugesund                  | 1D                         | 9          | 0          | CN              | 2               | 1               | -                  | -                  | -                  | -          | -          | -          | 11     | 1      |
| Totale Haugesund           | Totale Haugesund           | Totale Haugesund           | 10         | 0          |                 | 2+              | 1+              |                    | -                  | -                  |            | -          | -          | 12+    | 1+     |
| 2007-2008                  | Arsenal                    | PL                         | 0          | 0          | FACup+CdL       | 0               | 0               | UCL                | 0                  | 0                  | -          | -          | -          | 0      | 0      |
| ago.-ott. 2008             | Salamanca                  | SD                         | 3          | 0          | CR              | ?               | ?               | -                  | -                  | -                  | -          | -          | -          | 3+     | 0+     |
| mar.-ago. 2009             | Lillestrøm                 | ES                         | 17         | 0          | CN              | 4               | 0               | -                  | -                  | -                  | -          | -          | -          | 21     | 0      |
| 2009-2010                  | Norimberga                 | BL                         | 19         | 0          | CG              | 1               | 0               | -                  | -                  | -                  | -          | -          | -          | 20     | 0      |
| 2010-gen. 2011             | Arsenal                    | PL                         | 0          | 0          | FACup+CdL       | 0               | 0               | UCL                | 0                  | 0                  | -          | -          | -          | 0      | 0      |
| gen.-giu. 2011             | Borussia M'gladbach        | BL                         | 16+2       | 1+0        | CG              | -               | -               | -                  | -                  | -                  | -          | -          | -          | 18     | 1      |
| 2011-2012                  | Borussia M'gladbach        | BL                         | 31         | 1          | CG              | 5               | 0               | -                  | -                  | -                  | -          | -          | -          | 36     | 1      |
| 2012-2013                  | Borussia M'gladbach        | BL                         | 31         | 1          | CG              | 2               | 1               | UCL+UEL            | 2+7                | 0                  | -          | -          | -          | 42     | 2      |
| 2013-2014                  | Borussia M'gladbach        | BL                         | 21         | 1          | CG              | 1               | 0               | -                  | -                  | -                  | -          | -          | -          | 22     | 1      |
| 2014-2015                  | Borussia M'gladbach        | BL                         | 22         | 2          | CG              | 3               | 0               | UEL                | 5                  | 1                  | -          | -          | -          | 30     | 3      |
| 2015-2016                  | Borussia M'gladbach        | BL                         | 31         | 4          | CG              | 2               | 0               | UCL                | 6                  | 0                  | -          | -          | -          | 39     | 4      |
| Totale Borussia M'gladbach | Totale Borussia M'gladbach | Totale Borussia M'gladbach | 152+2      | 10+0       |                 | 13              | 1               |                    | 20                 | 1                  |            | -          | -          | 187    | 12     |
| 2016-2017                  | West Ham Utd               | PL                         | 16         | 0          | FACup+CdL       | 1+1             | 0               | UEL                | 3                  | 0                  | -          | -          | -          | 21     | 0      |
| 2017-2018                  | Hoffenheim                 | BL                         | 15         | 0          | CG              | 1               | 0               | UCL+UEL            | 2+5                | 0                  | -          | -          | -          | 23     | 0      |
| 2018-gen. 2019             | Hoffenheim                 | BL                         | 8          | 0          | CG              | 0               | 0               | UCL                | 3                  | 1                  | -          | -          | -          | 11     | 1      |
| gen.-giu. 2019             | Fulham                     | PL                         | 5          | 0          | FACup+CdL       | -               | -               | -                  | -                  | -                  | -          | -          | -          | 5      | 0      |
| 2019-2020                  | Hoffenheim                 | BL                         | 11         | 0          | CG              | 1               | 0               | -                  | -                  | -                  | -          | -          | -          | 12     | 0      |
| 2020-2021                  | Hoffenheim                 | BL                         | 12         | 0          | CG              | 1               | 0               | UEL                | 4                  | 0                  | -          | -          | -          | 17     | 0      |
| 2021-2022                  | Hoffenheim                 | BL                         | 11         | 0          | CG              | 0               | 0               | -                  | -                  | -                  | -          | -          | -          | 11     | 0      |
| Totale Hoffenheim          | Totale Hoffenheim          | Totale Hoffenheim          | 57         | 0          |                 | 4               | 0               |                    | 14                 | 1                  |            | -          | -          | 75     | 1      |
| 2023                       | Skjold IL                  | 4D                         | 0          | 0          | CN              | 0               | 0               | -                  | -                  | -                  | -          | -          | -          | 0      | 0      |
| Totale                     | Totale                     | Totale                     | 279+2      | 10+0       |                 | 26+             | 2+              |                    | 37                 | 2                  |            | -          | -          | 343+   | 14+    |

### Cronologia presenze e reti in Nazionale
| Cronologia completa delle presenze e delle reti in nazionale ― Norvegia | Cronologia completa delle presenze e delle reti in nazionale ― Norvegia | Cronologia completa delle presenze e delle reti in nazionale ― Norvegia | Cronologia completa delle presenze e delle reti in nazionale ― Norvegia | Cronologia completa delle presenze e delle reti in nazionale ― Norvegia | Cronologia completa delle presenze e delle reti in nazionale ― Norvegia | Cronologia completa delle presenze e delle reti in nazionale ― Norvegia | Cronologia completa delle presenze e delle reti in nazionale ― Norvegia |
| Data                                                                    | Città                                                                   | In casa                                                                 | Risultato                                                               | Ospiti                                                                  | Competizione                                                            | Reti                                                                    | Note                                                                    |
| ----------------------------------------------------------------------- | ----------------------------------------------------------------------- | ----------------------------------------------------------------------- | ----------------------------------------------------------------------- | ----------------------------------------------------------------------- | ----------------------------------------------------------------------- | ----------------------------------------------------------------------- | ----------------------------------------------------------------------- |
| 7-6-2011                                                                | Oslo                                                                    | Norvegia                                                                | 1 – 0                                                                   | Lituania                                                                | Amichevole                                                              | -                                                                       | 46’                                                                     |
| 6-9-2011                                                                | Copenaghen                                                              | Danimarca                                                               | 2 – 0                                                                   | Norvegia                                                                | Qual. Euro 2012                                                         | -                                                                       | 72’                                                                     |
| 29-2-2012                                                               | Belfast                                                                 | Irlanda del Nord                                                        | 0 – 3                                                                   | Norvegia                                                                | Amichevole                                                              | 1                                                                       |                                                                         |
| 15-8-2012                                                               | Oslo                                                                    | Norvegia                                                                | 2 – 3                                                                   | Grecia                                                                  | Amichevole                                                              | -                                                                       |                                                                         |
| 7-9-2012                                                                | Reykjavík                                                               | Islanda                                                                 | 2 – 0                                                                   | Norvegia                                                                | Qual. Mondiali 2014                                                     | -                                                                       |                                                                         |
| 11-9-2012                                                               | Oslo                                                                    | Norvegia                                                                | 2 – 1                                                                   | Slovenia                                                                | Qual. Mondiali 2014                                                     | -                                                                       | 6’ 53’                                                                  |
| 12-10-2012                                                              | Berna                                                                   | Svizzera                                                                | 1 – 1                                                                   | Norvegia                                                                | Qual. Mondiali 2014                                                     | -                                                                       | 11’                                                                     |
| 14-11-2012                                                              | Budapest                                                                | Ungheria                                                                | 0 – 2                                                                   | Norvegia                                                                | Amichevole                                                              | -                                                                       | 46’                                                                     |
| 22-3-2013                                                               | Oslo                                                                    | Norvegia                                                                | 0 – 1                                                                   | Albania                                                                 | Qual. Mondiali 2014                                                     | -                                                                       |                                                                         |
| 7-6-2013                                                                | Tirana                                                                  | Albania                                                                 | 0 – 1                                                                   | Norvegia                                                                | Qual. Mondiali 2014                                                     | -                                                                       |                                                                         |
| 14-8-2013                                                               | Solna                                                                   | Svezia                                                                  | 4 – 2                                                                   | Norvegia                                                                | Amichevole                                                              | -                                                                       | 61’                                                                     |
| 10-9-2013                                                               | Oslo                                                                    | Norvegia                                                                | 0 – 2                                                                   | Svizzera                                                                | Qual. Mondiali 2014                                                     | -                                                                       |                                                                         |
| 5-3-2014                                                                | Praga                                                                   | Rep. Ceca                                                               | 2 – 2                                                                   | Norvegia                                                                | Amichevole                                                              | -                                                                       | 46’                                                                     |
| 27-5-2014                                                               | Saint-Denis                                                             | Francia                                                                 | 4 – 0                                                                   | Norvegia                                                                | Amichevole                                                              | -                                                                       |                                                                         |
| 31-5-2014                                                               | Oslo                                                                    | Norvegia                                                                | 1 – 1                                                                   | Russia                                                                  | Amichevole                                                              | -                                                                       | 40’                                                                     |
| 3-9-2014                                                                | Londra                                                                  | Inghilterra                                                             | 1 – 0                                                                   | Norvegia                                                                | Amichevole                                                              | -                                                                       |                                                                         |
| 9-9-2014                                                                | Oslo                                                                    | Norvegia                                                                | 0 – 2                                                                   | Italia                                                                  | Qual. Euro 2016                                                         | -                                                                       | 83’                                                                     |
| 10-10-2014                                                              | La Valletta                                                             | Malta                                                                   | 0 – 3                                                                   | Norvegia                                                                | Qual. Euro 2016                                                         | -                                                                       |                                                                         |
| 13-10-2014                                                              | Oslo                                                                    | Norvegia                                                                | 2 – 1                                                                   | Bulgaria                                                                | Qual. Euro 2016                                                         | -                                                                       |                                                                         |
| 12-11-2014                                                              | Oslo                                                                    | Norvegia                                                                | 0 – 1                                                                   | Estonia                                                                 | Amichevole                                                              | -                                                                       |                                                                         |
| 16-11-2014                                                              | Baku                                                                    | Azerbaigian                                                             | 0 – 1                                                                   | Norvegia                                                                | Qual. Euro 2016                                                         | 1                                                                       |                                                                         |
| 28-3-2015                                                               | Zagabria                                                                | Croazia                                                                 | 5 – 1                                                                   | Norvegia                                                                | Qual. Euro 2016                                                         | -                                                                       | 35’                                                                     |
| 8-6-2015                                                                | Oslo                                                                    | Norvegia                                                                | 0 – 0                                                                   | Svezia                                                                  | Amichevole                                                              | -                                                                       |                                                                         |
| 12-6-2015                                                               | Oslo                                                                    | Norvegia                                                                | 0 – 0                                                                   | Azerbaigian                                                             | Qual. Euro 2016                                                         | -                                                                       |                                                                         |
| 3-9-2015                                                                | Sofia                                                                   | Bulgaria                                                                | 0 – 1                                                                   | Norvegia                                                                | Qual. Euro 2016                                                         | -                                                                       | 75’                                                                     |
| 6-9-2015                                                                | Oslo                                                                    | Norvegia                                                                | 2 – 0                                                                   | Croazia                                                                 | Qual. Euro 2016                                                         | -                                                                       | 90’                                                                     |
| 24-3-2016                                                               | Tallinn                                                                 | Estonia                                                                 | 0 – 0                                                                   | Norvegia                                                                | Amichevole                                                              | -                                                                       | 66’                                                                     |
| 29-3-2016                                                               | Oslo                                                                    | Norvegia                                                                | 2 – 0                                                                   | Finlandia                                                               | Amichevole                                                              | -                                                                       | 60’                                                                     |
| 4-9-2016                                                                | Oslo                                                                    | Norvegia                                                                | 0 – 3                                                                   | Germania                                                                | Qual. Mondiali 2018                                                     | -                                                                       |                                                                         |
| 26-3-2017                                                               | Belfast                                                                 | Irlanda del Nord                                                        | 2 – 0                                                                   | Norvegia                                                                | Qual. Mondiali 2018                                                     | -                                                                       | 44’                                                                     |
| 10-6-2017                                                               | Oslo                                                                    | Norvegia                                                                | 1 – 1                                                                   | Rep. Ceca                                                               | Qual. Mondiali 2018                                                     | -                                                                       |                                                                         |
| 13-6-2017                                                               | Oslo                                                                    | Norvegia                                                                | 0 – 0                                                                   | Svezia                                                                  | Amichevole                                                              | -                                                                       | cap. 46’                                                                |
| 1-9-2017                                                                | Oslo                                                                    | Norvegia                                                                | 2 – 0                                                                   | Azerbaigian                                                             | Qual. Mondiali 2018                                                     | -                                                                       |                                                                         |
| 4-9-2017                                                                | Stoccarda                                                               | Germania                                                                | 6 – 0                                                                   | Norvegia                                                                | Qual. Mondiali 2018                                                     | -                                                                       |                                                                         |
| 5-10-2017                                                               | Serravalle                                                              | San Marino                                                              | 0 – 8                                                                   | Norvegia                                                                | Qual. Mondiali 2018                                                     | -                                                                       |                                                                         |
| 8-10-2017                                                               | Oslo                                                                    | Norvegia                                                                | 1 – 0                                                                   | Irlanda del Nord                                                        | Qual. Mondiali 2018                                                     | -                                                                       |                                                                         |
| 11-11-2017                                                              | Skopje                                                                  | Macedonia                                                               | 2 – 0                                                                   | Norvegia                                                                | Amichevole                                                              | -                                                                       |                                                                         |
| 14-11-2017                                                              | Trnava                                                                  | Slovacchia                                                              | 1 – 0                                                                   | Norvegia                                                                | Amichevole                                                              | -                                                                       | 46’                                                                     |
| 26-3-2018                                                               | Elbasan                                                                 | Albania                                                                 | 0 – 1                                                                   | Norvegia                                                                | Amichevole                                                              | -                                                                       | 63’                                                                     |
| 2-6-2018                                                                | Reykjavík                                                               | Islanda                                                                 | 2 – 3                                                                   | Norvegia                                                                | Amichevole                                                              | -                                                                       |                                                                         |
| 6-9-2018                                                                | Oslo                                                                    | Norvegia                                                                | 2 – 0                                                                   | Cipro                                                                   | UEFA Nations League 2018-2019 - 1º turno                                | -                                                                       |                                                                         |
| 9-9-2018                                                                | Sofia                                                                   | Bulgaria                                                                | 1 – 0                                                                   | Norvegia                                                                | UEFA Nations League 2018-2019 - 1º turno                                | -                                                                       | 79’, 88’                                                                |
| 16-10-2018                                                              | Oslo                                                                    | Norvegia                                                                | 1 – 0                                                                   | Bulgaria                                                                | UEFA Nations League 2018-2019 - 1º turno                                | -                                                                       |                                                                         |
| 16-11-2018                                                              | Lubiana                                                                 | Slovenia                                                                | 1 – 1                                                                   | Norvegia                                                                | UEFA Nations League 2018-2019 - 1º turno                                | -                                                                       |                                                                         |
| 19-11-2018                                                              | Nicosia                                                                 | Cipro                                                                   | 0 – 2                                                                   | Norvegia                                                                | UEFA Nations League 2018-2019 - 1º turno                                | -                                                                       |                                                                         |
| 23-3-2019                                                               | Valencia                                                                | Spagna                                                                  | 2 – 1                                                                   | Norvegia                                                                | Qual. Euro 2020                                                         | -                                                                       |                                                                         |
| 26-3-2019                                                               | Oslo                                                                    | Norvegia                                                                | 3 – 3                                                                   | Svezia                                                                  | Qual. Euro 2020                                                         | -                                                                       | 52’                                                                     |
| 7-6-2019                                                                | Oslo                                                                    | Norvegia                                                                | 2 – 2                                                                   | Romania                                                                 | Qual. Euro 2020                                                         | -                                                                       |                                                                         |
| 10-6-2019                                                               | Tórshavn                                                                | Fær Øer                                                                 | 0 – 2                                                                   | Norvegia                                                                | Qual. Euro 2020                                                         | -                                                                       |                                                                         |
| 5-9-2019                                                                | Oslo                                                                    | Norvegia                                                                | 2 – 0                                                                   | Malta                                                                   | Qual. Euro 2020                                                         | -                                                                       |                                                                         |
| 8-9-2019                                                                | Solna                                                                   | Svezia                                                                  | 1 – 1                                                                   | Norvegia                                                                | Qual. Euro 2020                                                         | -                                                                       |                                                                         |
| 12-10-2019                                                              | Oslo                                                                    | Norvegia                                                                | 1 – 1                                                                   | Spagna                                                                  | Qual. Euro 2020                                                         | -                                                                       | 30’                                                                     |
| Totale                                                                  |                                                                         | Presenze                                                                | 52                                                                      |                                                                         | Reti                                                                    | 2                                                                       |                                                                         |